# Batăr
Batăr – wieś w Rumunii, w okręgu Bihor, w gminie Batăr. W 2011 roku liczyła 1448
mieszkańców.